# Коморы на летних Олимпийских играх 2020
Коморы участвовали в летних Олимпийских играх 2020 года седьмой раз в истории.
В состав коморской делегации вошли 3 спортсмена: легкоатлеты Фадане Хамади и Амед Эльна, выступавшие в беговых дисциплинах, и дзюдоист Хусни Таубани. 
Никто из коморских спортсменов не завоевал медалей. Хамади и Эльна выбыли на первой стадии в беге соответственно на 110 метров с барьерами и 100 метров, а Таубани выбыл в 1/32 финала весовой категории до 81 кг.

## Результаты соревнований

### Лёгкая атлетика
| Дисциплина                    | Спортсмен     | Предварительный раунд | Предварительный раунд | Предварительный раунд | Четвертьфиналы        | Четвертьфиналы        | Четвертьфиналы        | Полуфиналы            | Полуфиналы            | Полуфиналы            | Финал                 | Финал                 |
| Дисциплина                    | Спортсмен     | Забег                 | Время                 | Место                 | Забег                 | Время                 | Место                 | Забег                 | Время                 | Место                 | Время                 | Место                 |
| ----------------------------- | ------------- | --------------------- | --------------------- | --------------------- | --------------------- | --------------------- | --------------------- | --------------------- | --------------------- | --------------------- | --------------------- | --------------------- |
| Бег на 100 метров             | Амед Эльна    | 1                     | 14,30                 | 9                     | Завершила выступление | Завершила выступление | Завершила выступление | Завершила выступление | Завершила выступление | Завершила выступление | Завершила выступление | Завершила выступление |
| Бег на 400 метров с барьерами | Фадане Хамади | 3                     | 14,99                 | 8                     | Завершила выступление | Завершила выступление | Завершила выступление | Завершила выступление | Завершила выступление | Завершила выступление | Завершила выступление | Завершила выступление |

### Дзюдо
| Соревнование | Спортсмены    | 1/32 финала             | 1/16 финала          | 1/8 финала           | Четвертьфинал        | Полуфинал            | Финал                | Место |
| Соревнование | Спортсмены    | Соперник Результат      | Соперник Результат   | Соперник Результат   | Соперник Результат   | Соперник Результат   | Соперник Результат   | Место |
| ------------ | ------------- | ----------------------- | -------------------- | -------------------- | -------------------- | -------------------- | -------------------- | ----- |
| до 81 кг     | Хусни Таубани | Робин Пацек (SWE) иппон | Завершил выступление | Завершил выступление | Завершил выступление | Завершил выступление | Завершил выступление |       |